# Batalla d'Épila
La batalla d'Épila va tenir lloc el 21 de juliol de 1348, s'hi enfrontaren les tropes de Pere el Cerimoniós comandades per Lope de Luna contra les dels Unionistes aragonesos.
Les demandes de la noblesa no foren acceptades ni pels reis successius ni per molts aragonesos, fins al punt que el 1301 el Justícia d'Aragó dictaminà en contra dels Privilegis de la Unió. El 1347 reviscolà el moviment de la Unió d'Aragó en contra del rei.
La batalla tingué com escenari Épila. El resultat favorable al rei, que duia quatre-cents cavallers, més els sis-cents cavallers que Àlvar García d'Albornoz duia de Castella, i nombrosos infants. Esquinçà els Privilegis de la Unió amb un punyal que sempre duia. La majoria dels revoltats moriren o foren capturats, i Ferran d'Aragó i de Castella fou capturat pels castellans.